# Le Destroit
Le Destroit (latein.: Districtum, arabisch: Casel Destreiz, auch Bayas, Khirbat Dustray, Petra Incisa) ist eine Kreuzfahrerburg in unmittelbarer Nähe der Ortschaft Atlit im heutigen Israel. Sie befindet sich etwa 20 Kilometer südlich von Haifa, etwa einen Kilometer vom Meer entfernt.

## Geschichte
Die Kreuzfahrer aus dem Königreich Jerusalem errichteten die relativ kleine Burg spätestens 1103 auf der Ruine einer antiken Vorgängeranlage. Im Laufe des 12. Jahrhunderts gelangte Le Destroit in den Besitz des Templerordens. Während des Fünften Kreuzzugs um 1218 erbaute der Orden weniger als zwei Kilometer weiter westlich auf einer Halbinsel am Mittelmeer eine stärkere Festung namens Château Pèlerin. Le Destroit verlor danach an Bedeutung und wurde schließlich um 1264 von den Mamluken zerstört.